# Bolivia en los Juegos Suramericanos
Bolivia ha sido una de las naciones que ha participado en los Juegos Suramericanos de manera ininterrumpida desde la primera edición que se realizó en Bolivia en 1978. Además el país tiene el honor de ser el primer país sede de los Juegos y año en el cual tuvo su mejor puesto en el medallero ocupando el tercer lugar.
El país está representado ante los Juegos Suramericanos por el Comité Olímpico Boliviano y fue sede de la primera edición del evento deportivo en 1978.

## Delegación
Para los IX Juegos Suramericanos Medellín 2010, Bolivia contó con una delegación de 115 deportistas acreditados, siendo así el noveno país en número de participantes.

## Medallero histórico
Fuente: Organización Deportiva Suramericana
Leyenda
     Ganador
     Segundo puesto
     Tercer puesto
     Cuarto o quinto puesto (Top 5)
     Último puesto
| Año   | País                 | Sede         | Posición | Oro | Plata | Bronce | Total |
| ----- | -------------------- | ------------ | -------- | --- | ----- | ------ | ----- |
| 1978  | Bandera de Bolivia   | La Paz       | 3/8      | 20  | 42    | 44     | 106   |
| 1982  | Bandera de Argentina | Rosario      | 9/10     | 1   | 1     | 8      | 10    |
| 1986  | Bandera de Chile     | Santiago     | 7/10     | 2   | 2     | 6      | 10    |
| 1990  | Bandera de Perú      | Lima         | 8/10     | 2   | 9     | 24     | 35    |
| 1994  |                      | Valencia     | 12/14    | 2   | 5     | 15     | 22    |
| 1998  | Bandera de Ecuador   | Cuenca       | 9/14     | 2   | 7     | 18     | 27    |
| 2002  | Bandera de Brasil    | Brasil       | 13/14    | 0   | 0     | 9      | 9     |
| 2006  | Bandera de Argentina | Buenos Aires | 11/15    | 0   | 2     | 5      | 7     |
| 2010  | Bandera de Colombia  | Medellín     | 8/15     | 2   | 1     | 8      | 11    |
| 2014  | Bandera de Chile     | Santiago     | 12/14    | 0   | 0     | 4      | 4     |
| 2018  | Bandera de Bolivia   | Cochabamba   | 10/14    | 4   | 15    | 15     | 34    |
| 2022  | Bandera de Paraguay  | Asunción     |          |     |       |        |       |
| Total | Total                |              | 9/15     | 35  | 84    | 156    | 275   |

## Desempeño
Bolívia ocupó su mejor posición en la primera edición cuando obtuvo el tercer lugar. En los juegos de La Paz 1978, cuando Bolivia fue sede, obtuvo el mayor número de medallas en la historia de los juegos con un total de 106 preseas. En el mismo año, obtuvo el mayor número de medallas de oro ganadas en unos juegos con un total de 20 unidades doradas. 
Su peor desempeño fue en los juegos de Buenos Aires 2006 cuando obtuvo únicamente siete medallas, mientras que en los juegos de Brasil 2002 quedó de peúltimo lugar en el medallero a pesar de obtener un mayor número de medallas que en Buenos Aires.

### IXJuegos Suramericanos de 2010
Los deportistas por país más destacados que conquistaron más de una medalla en las competiciones deportivas realizadas en Medellín, Colombia de la novena edición de los juegos fueron:
| Clasificación del País | Clasificación del Total | Deportista                 | País    | Disciplina    |   |   |   | Total |
| 1                      | 83                      | Cesar David Menacho Flores | Bolivia | Tiro al plato | 2 | 0 | 2 | 4     |
| 2                      | 249                     | Juan Carlos Pérez Gacha    | Bolivia | Tiro al plato | 1 | 0 | 2 | 3     |